# 預製菜
预制菜是一种在食品工厂里通过预选、调制等各类工艺，经过加工过程生产的食物半成品或成品。预制菜通常以一种或多种农类、畜类、禽类以及水产品为主要原料，辅以调味料等辅料（含食品添加剂等），在工厂内经流水作业洗好、切好，完成预加工、预烹调和预包装后制成。食物以冷链、細胞冷凍、罐头食品（包含软罐头）、防腐剂等手段贮存或运送至消费者或餐饮加工者，后者便可通过加热或按照预制菜内的料包组合进行简单的烹饪后直接食用。
典型的预制菜可分为四大类：即食食品（开袋即食）、即热食品（需用热水浸泡或微波炉等加热手段）、即烹食品（开袋后经简单烹调后便可食用）、即配食品（仅完成初步加工，需自行进行调味烹饪）。
2023年9月22日，中华人民共和国教育部负责人表示，鉴于预制菜没有统一监管机制，对“预制菜进校园”持十分审慎态度，不提倡进入校园推广。2024年3月21日，国家市场监管总局、教育部、工业和信息化部、农业农村部、商务部、国家卫生健康委等部门联合印发《关于加强预制菜食品安全监管 促进产业高质量发展的通知》，规定预制菜不添加防腐剂。

## 預製菜行業企業發展
2020—2023年及2024一季度，安井營收年增率分別為32%、33%、32.4%、15.3%、17.7%，歸母淨利年增速分別為61.7%、13%、61.4%、歸母淨利年增速分別為61.7%、13%、61.4%、 34%、21%。誠然，從2023年開始，公司業績成長放緩。一方面，主要業務之一的米麵製品因商超通路市場環境影響放緩至個位數，但肉製品、魚糜製品、菜餚製品業務仍保持了較好成長。另一方面，業務規模上到百億水平，成長中樞不可避免地出現下移。再看獲利能力。 2021年與2022年，毛利率維持在22%左右，較前25%以上的水準下滑較多。原因是公司預製菜業務發力了，2021年營收達14.3億元，年增112%。而該業務毛利率低，僅14%，顯著低於速凍業務約25%的毛利率水準。但此後出現回升勢頭，主要係原材料成本下降及規模效應顯現。